# Jürgen Maresch

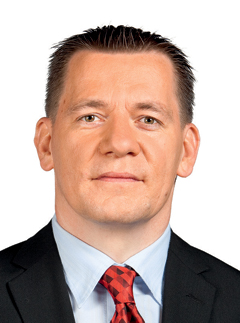
Jürgen Maresch

Jürgen Maresch (* 12. Januar 1966 in Torgau) ist ein deutscher Politiker und ehemaliges Mitglied der Partei Die Linke. Von 2009 bis 2014 war er Abgeordneter im Landtag Brandenburg.

## Leben
Maresch besuchte von 1972 bis 1982 die Polytechnische Oberschule in der Gneisenaustadt Schildau (Kreis Torgau). Von 1982 bis 1984 absolvierte er eine Ausbildung zum Schlosser im VEB Landmaschinenbau Torgau. 1985 erlangte er die Hochschulreife.
Bis August 1989 studierte er an der Offiziershochschule der Grenztruppen in Suhl. Das Studium schloss er als Diplom-Ingenieur-Pädagoge für Maschinenbau ab. Gleichzeitig erfolgte die Ernennung zum ersten Offiziersdienstgrad. Ab September 1989 übte er eine dienstliche Tätigkeit bei den Grenztruppen und dann dem Grenzschutz der DDR im Bereich Oebisfelde bei Magdeburg aus.
Mitte des Jahres 1990 kündigte er diese Tätigkeit und nahm ein Pädagogikstudium in Berlin auf. Am 3. Oktober 1990 begann er den Dienst beim Bundesgrenzschutz am Grenzübergang Forst (Lausitz). Bis 2009 übte Maresch verschiedene Tätigkeiten beim Bundesgrenzschutz (seit 2005 Bundespolizei) aus. Zuletzt war Maresch bei der Bundespolizei in Forst als Erster Polizeihauptkommissar tätig. Von 2009 bis 2014 war Maresch Mitglied des Landtages Brandenburg.
Jürgen Maresch ist verheiratet, hat drei Kinder und wohnt in Cottbus-Groß Gaglow.

## Politik
Maresch war von 1985 bis 1989 Mitglied der SED.
Im Jahr 2003 kandidierte er erfolgreich auf der Liste der damaligen PDS für die Stadtverordnetenversammlung Cottbus. 
2007 entschied sich Maresch für den Eintritt in die PDS, bis 2014 war er Mitglied der Folgepartei Die Linke.
Zur Kommunalwahl 2008 kandidierte Maresch erneut und zog abermals ein. Die Fraktion wählte ihn zum stellvertretenden Fraktionsvorsitzenden. Diese Funktion gab er 2010 nach seinem Einzug in den Brandenburger Landtag ab. Jürgen Maresch ist Vorsitzender des Ausschusses Soziales, Gleichstellung und Rechte der Minderheiten in der Cottbuser Stadtverordnetenversammlung sowie Mitglied im Ausschuss Recht, Ordnung und Sicherheit.
Bei den Landtagswahlen am 27. September 2009 wurde Maresch direkt in den Landtag gewählt. Er erhielt im Landtagswahlkreis Cottbus II (der ehemalige Stolpe/Szymanski Wahlkreis) 32,2 % der Stimmen und konnte sich damit gegen Kerstin Kircheis (SPD) durchsetzen.
Maresch war Sprecher der Fraktion Die Linke für Menschen mit Behinderung und Minderheitenpolitik, stellvertretender Vorsitzender im Ausschuss für Europaangelegenheiten und Entwicklungspolitik, Mitglied in der Parlamentarischen Kontrollkommission (PKK) und im Petitionsausschuss, stellvertretendes Mitglied im Richterwahlausschuss sowie Mitglied im Parlamentarischen Beirat der Stiftung für das sorbische Volk.
Vom November 2009 bis November 2011 war Maresch stellvertretender Vorsitzender des Kreisverbandes Die Linke Lausitz sowie von 2010 bis 2012 Vorsitzender des Ortsvorstandes der Linken in Cottbus. Seit Januar 2012 ist er nicht mehr Vorsitzender der Linken in Cottbus.
Zur Landtagswahl 2014 trat Maresch nicht erneut an. Er kritisierte, dass die Linke vor der Landtagswahl in Brandenburg 2009 versprochen hatte, gegen neue Tagebaue zu stimmen, in Regierungsverantwortung allerdings für neue Tagebaue stimmen will. Er beteiligte sich an den Protestzügen in der Lausitz gegen diese Politik.
Zum 1. September 2014 gab Maresch seinen Austritt aus Der Linken bekannt. Bereits im Juni war Maresch aus der Fraktion der Linken in der Stadtverordnetenversammlung Cottbus ausgeschlossen worden. Maresch begründete seinen Parteiaustritt mit „Verlogenheit“ innerhalb der Partei, in der jene im Vorteil wären, „die intrigant, machtbesessen und gefügig seien“.

## Ehrenamt
Am 17. April 2010 wurde Maresch zum Präsidenten der Landesverkehrswacht Brandenburg gewählt.